# Conseil d'accession

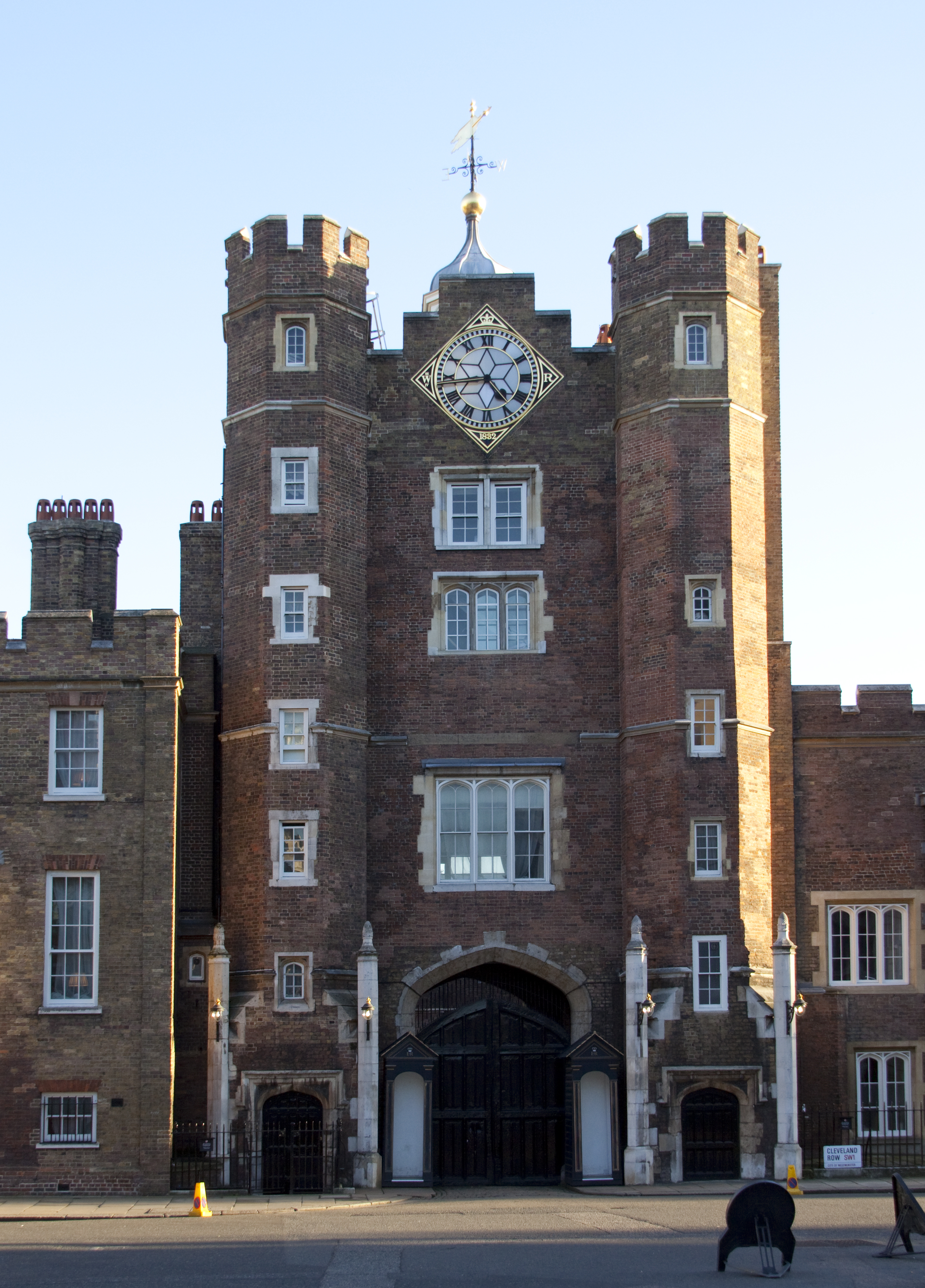
Le palais Saint James, à Londres, où se réunit le Conseil d'accession.

Au Royaume-Uni, le Conseil d'accession est un organe protocolaire qui se réunit au palais Saint James, à Londres, après la mort d'un monarque, pour proclamer formellement l'accession au trône de son successeur. Selon l'Acte d'Établissement de 1701, la succession du monarque est automatique : la proclamation confirme simplement l'identité du nouveau monarque, et annonce officiellement son nom de règne.

## Composition
Le conseil est composé des personnes suivantes :
- les membres du Conseil privé du Royaume-Uni ;
- les grands officiers d'État ;
- le lord-maire de Londres ;
- les échevins de la cité de Londres ;
- les hauts-commissaires des royaumes du Commonwealth ;
- les membres de la Chambre des lords ;
- et d'autres fonctionnaires.

## Proclamation

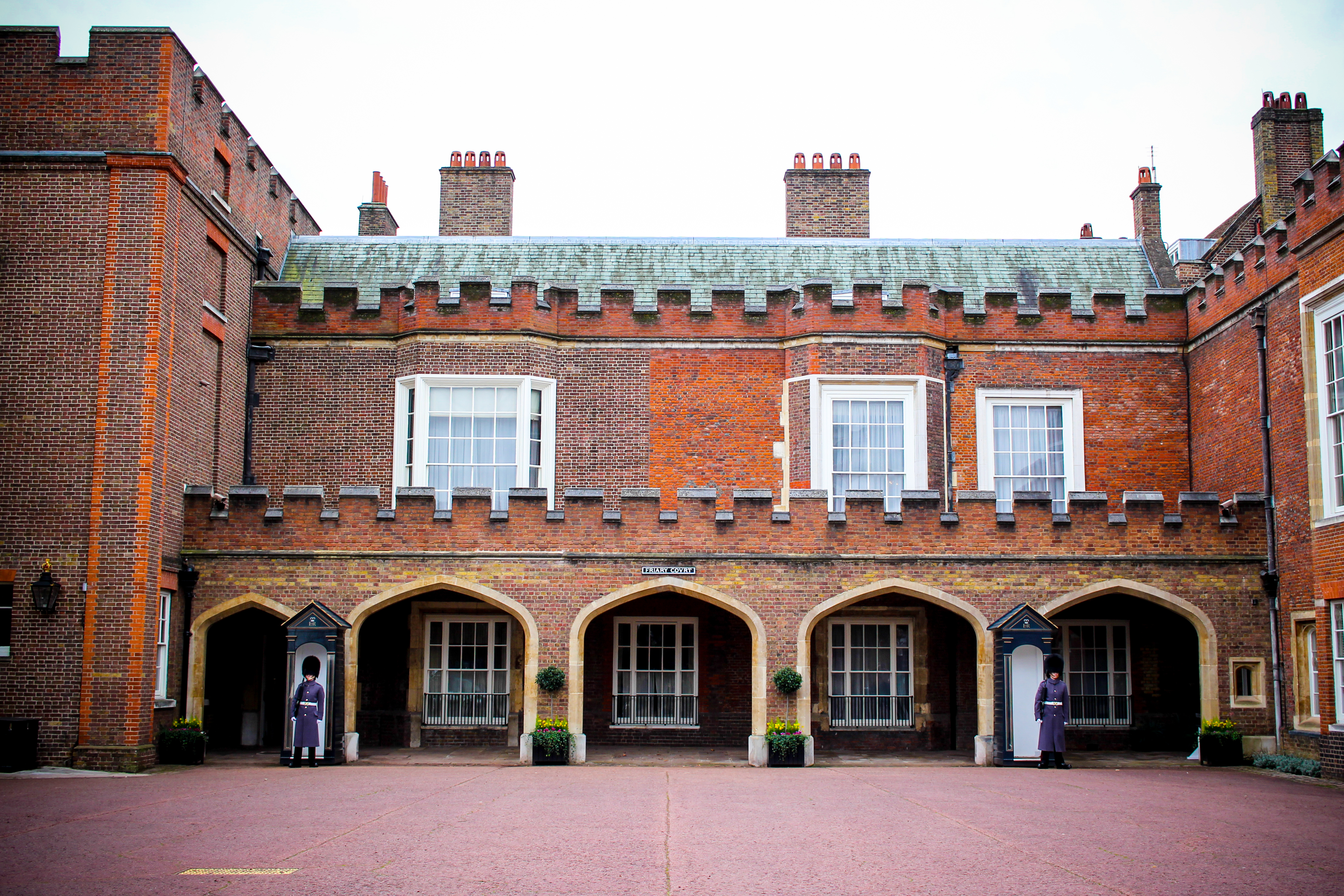
La en surplombant en au palais Saint James, où la proclamation est traditionnellement lue pour la première fois.

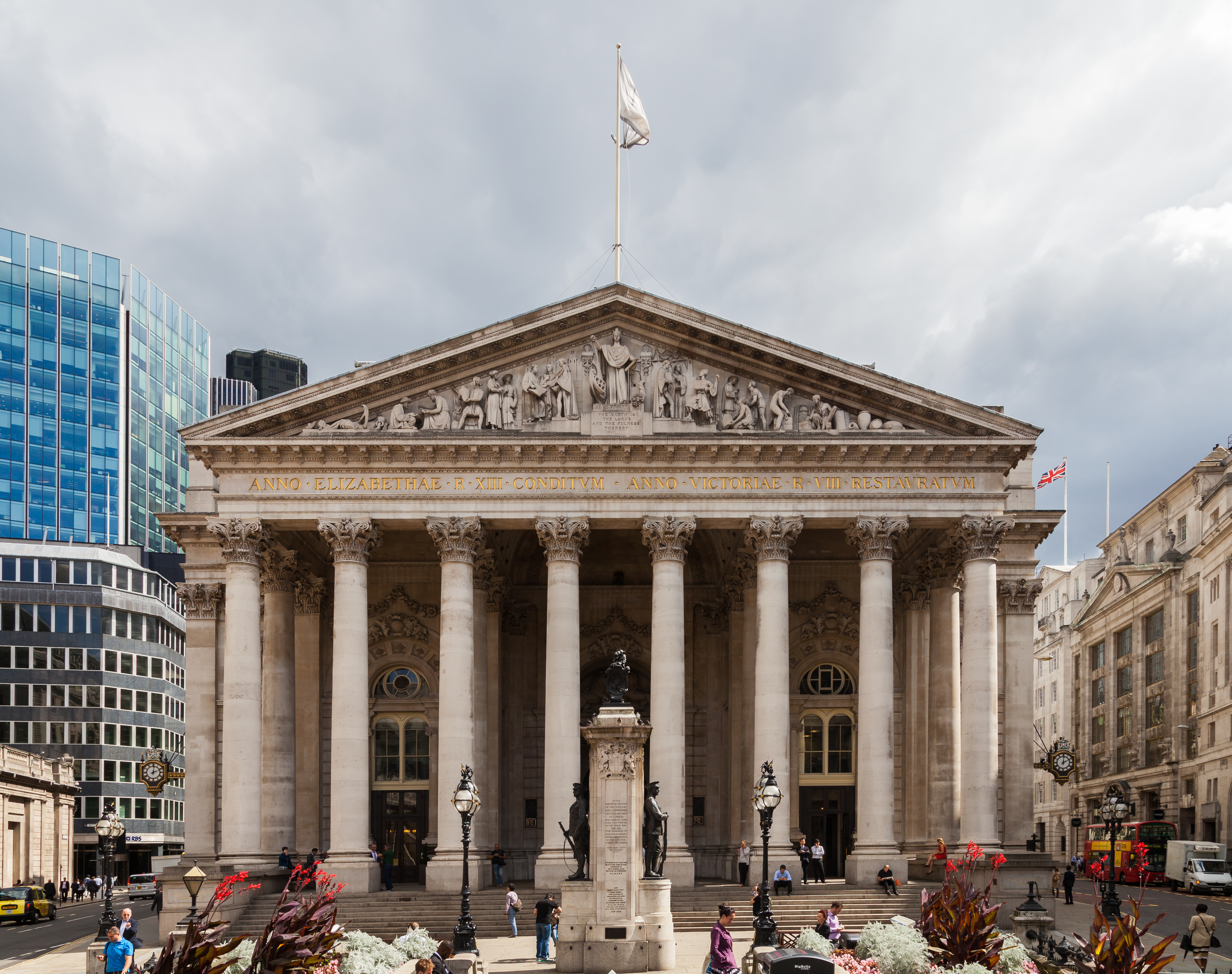
La dernière lecture publique à Londres se déroule sur les marches du Royal Exchange.

La proclamation du Conseil d'accession , qui confirme le nom de l'héritier, est signée par tous les membres du Conseil privé présents.
La proclamation de 2022 était :[réf. à confirmer]
« Whereas it has pleased Almighty God to call to his mercy our late Sovereign lady Queen Elizabeth II of blessed and glorious memory, by whose decease the Crown of the United Kingdom of Great Britain and Northern Ireland is solely and rightfully come to the Prince Charles Philip Arthur George:We, therefore, the Lords Spiritual and Temporal of this Realm, and Members of the House of Commons, together with other members of Her late Majesty's Privy Council, and representatives of the realms and territories, aldermen, and citizens of London and others, do now hereby, with one voice and consent of tongue and heart, publish and proclaim that the Prince Charles Philip Arthur George, is now, by the death of our late Sovereign of happy memory, become our only lawful and rightful liege lord, Charles III, by the Grace of God, of the United Kingdom of Great Britain and Northern Ireland, and of His other Realms and Territories, King, Head of the Commonwealth, Defender of the Faith, to whom we do acknowledge all faith and obedience with humble affection, beseeching God, by whom kings and queens do reign, to bless His Majesty with long and happy years to reign over us. »
« Considérant qu'il a plu à Dieu tout-puissant d'appeler à sa miséricorde notre regrettée Souveraine, la Reine Élisabeth II, de bienheureuse et glorieuse mémoire, par le décès de laquelle la Couronne du Royaume-Uni de Grande-Bretagne et d'Irlande du Nord revient uniquement et légitimement au Prince Charles Philip Arthur George : Par conséquent, nous, les Lords Spirituels et Temporels de ce Royaume, et les membres de la Chambre des Communes, ainsi que les autres membres du Conseil Privé de Sa Majesté, et les représentants des royaumes et territoires, les échevins, les citoyens de Londres et autres, faisons maintenant par la présente, d'une seule voix et d'un seul consentement de la langue et du cœur, publier et proclamer que le Prince Charles Philip Arthur George, par la mort de notre regrettée Souveraine d'heureuse mémoire, est désormais devenu notre seul et légitime seigneur, Charles III, par la grâce de Dieu, du Royaume-Uni de Grande-Bretagne et d'Irlande du Nord, et de ses autres royaumes et territoires, roi, chef du Commonwealth, défenseur de la foi, auquel nous confessons toute notre foi et notre obéissance avec une humble affection, priant Dieu, par qui les rois et les reines règnent, de bénir Sa Majesté en lui accordant de longues et heureuses années de règne sur nous. »
Les proclamations sont généralement formulées à peu près de la même manière, malgré quelques variations selon les besoins. Dans le cas de Victoria, une précision (compte tenu de l'article 2 de la loi de 1830 sur la régence prescrivant le serment d'allégeance ) réservait expressément les droits de tout enfant du défunt roi Guillaume IV, que pourrait porter sa veuve, Adélaïde de Saxe-Meiningen.  Dans le cas de George VI, la proclamation a été reformulée parce que Édouard VIII n'était pas décédé mais avait abdiqué. Le titre « Empereur des Indes », pris par la reine Victoria pendant son règne, a été ajouté à la fin de la liste des titres lors des proclamations d'Édouard VII, George V, Édouard VIII et George VI, pendant le règne duquel ce titre a été abandonné. Dans le cas de Charles III, la proclamation a été reformulée pour inclure la Chambre des communes pour la toute première fois. La formule « Le roi est mort, vive le roi ! » , d'origine royale française, ne fait pas partie de la proclamation officielle au Royaume-Uni, contrairement à la croyance populaire.
La proclamation a été solennellement lue dans divers endroits du royaume. Selon la coutume, il est généralement lu pour la première fois depuis le balcon de Friary Court au palais St James par les hérauts du College of Arms. D'autres lectures à Londres ont historiquement suivi, se terminant au Royal Exchange en présence du Lord-maire de Londres. Des événements de proclamation locaux se produisent alors, comme celui à l'emplacement d'origine de Mercat Cross à Édimbourg par les hérauts de la Cour du Lord Lyon .[réf. nécessaire] En 2022, la première lecture a été transmise en direct à la télévision, et les autres lectures à Londres n'ont pas eu lieu, à l'exception de celle de la Bourse.

## Serments
En vertu des Actes d'Union de 1707, les monarques sont tenus, lorsqu'ils succèdent au trône, de prêter serment de « maintenir et préserver » l'Église d'Écosse. Ce serment est normalement prêté au Conseil d'accession. L'article XXV, section II, des Actes de l'Union 1707 indique :
« And further Her Majesty with Advice aforesaid expressly declares and statutes that none of the Subjects of this Kingdom shall be liable to but all and every one of them for ever free of any Oath Test or Subscription within this Kingdom contrary to or inconsistent with the foresaid true Protestant Religion and Presbyterian Church Government Worship and Discipline as above established and that the same within the Bounds of this Church and Kingdom shall never be imposed upon or required of them in any sort And lastly that after the decease of Her present Majesty (whom God long preserve) the Sovereign succeeding to Her in the Royal Government of the Kingdom of Great Britain shall in all time coming at His or Her Accession to the Crown swear and subscribe that they shall inviolably maintain and preserve the foresaid Settlement of the true Protestant Religion with the Government Worship Discipline right and Privileges of this Church as above established by the Laws of this Kingdom in Prosecution of the Claim of Right »
« De plus, Sa Majesté, avec l'avis susmentionné, déclare expressément qu'aucun des sujets de ce royaume [l'Écosse, NDT] ne sera tenu de prêter un quelconque serment ou engagement contraire ou incompatible avec la vraie religion protestante et le gouvernement de l'Église presbytérienne, le culte et la discipline susmentionnés, et que ces derniers, dans les limites de cette Église et de ce royaume, ne leur seront jamais imposés ou exigés de quelque façon que ce soit ; enfin, qu'après le décès de Sa Majesté actuelle (que Dieu la garde longtemps), le souverain qui lui succédera dans le gouvernement royal du Royaume de Grande-Bretagne jurera et souscrira, lors de son accession à la Couronne, de maintenir et de préserver inviolablement l'établissement de la vraie religion protestante, ainsi que le gouvernement, le culte, la discipline et les privilèges de cette Église, tels qu'ils ont été établis par les lois de ce Royaume, en réponse à la Proclamation des Droits. »
Une fois que le monarque a prêté serment au conseil, le roi d'armes principal de la jarretière entre dans la galerie de la proclamation qui surplombe la cour du couvent pour proclamer le nouveau monarque,.
La reine Élisabeth II était au Kenya lorsqu'elle a accédé au trône, et le Conseil d'accession s'est donc réuni deux fois, d'abord pour la proclamation et une autre fois pour que la nouvelle reine puisse prêter serment.
Lors de l'accession, un nouveau souverain est également tenu de prononcer une déclaration d'accession. Cela n'est généralement pas fait lors d'une réunion du Conseil d'accession, mais en présence du Parlement lors de la première ouverture officielle du parlement suivant l'accession du monarque au trône, ou lors de son couronnement, selon la première occurrence. Le roi George VI a fait la déclaration lors de son couronnement. En plus du serment et de la déclaration ci-dessus, si un monarque doit être couronné, il prête un serment de couronnement qui contient des références à l'Église d'Angleterre.[réf. nécessaire]

## Liste des Conseils d'accession
Voici une liste des dates des Conseils d'accession et de la lecture publique des proclamations.
| Monarque     | Date et heure du décès du prédécesseur | Date et heure du Conseil d'accession              | Date et heure de la proclamation publique |
| ------------ | -------------------------------------- | ------------------------------------------------- | ----------------------------------------- |
| Victoria     | Mardi 20 juin 1837, 2 h 0              | Mardi 20 juin 1837, 11 h 0                        | Mercredi 21 juin 1837, 10 h 0             |
| Édouard VII  | Mardi 22 janvier 1901, 18 h 30         | Mercredi 23 janvier 1901, 14 h 0                  | Jeudi 24 janvier 1901, 9 h 0              |
| George V     | Vendredi 6 mai 1910, 23 h 45           | Samedi 7 mai 1910, 16 h 0                         | Lundi 9 mai 1910, 9 h 0                   |
| Édouard VIII | Lundi 20 janvier 1936, 23 h 55         | Mardi 21 janvier 1936, 16 h 0                     | Mercredi 22 janvier 1936, 10 h 0          |
| George VI    | Vendredi 11 décembre 1936, 14 h 0      | Samedi 12 décembre 1936, 11 h 0                   | Samedi 12 décembre 1936, 15 h 0           |
| Élisabeth II | Mercredi 6 février 1952                | Mercredi 6 février 1952, 17 h 0 (première partie) | Vendredi 8 février 1952, 11 h 0           |
| Élisabeth II | Mercredi 6 février 1952                | Vendredi 8 février 1952, 10 h 0 (seconde partie)  | Vendredi 8 février 1952, 11 h 0           |
| Charles III  | Jeudi 8 septembre 2022, 15 h 10        | Samedi 10 septembre 2022, 10 h 0                  | Samedi 10 septembre 2022, 11 h 0          |

1. ↑  George VI a accédé au trône après l'abdication de son frère.
2. ↑  George VI est mort dans son sommeil, dans la nuit du 5 au 6 février.
3. 1 2  Élisabeth II était au Kenya lors de la mort de son père, ainsi les deux tâches du conseil d'accession furent réalisées deux jours différents.